# Icarus at the Edge of Time
Icarus at the Edge of Time är en kortroman av fysikern Brian Greene, med illustrationer från Chip Kidd samt bilder från rymdteleskopet Hubble, utgiven 2008. Boken är en science fiction återberättelse av sagan om Ikaros. Det handlar om en ung man som flyr från sitt hem i rymden för att undersöka ett svart hål.